# Съливан Кинг
Кийтън Прескот, по-известен като Съливан Кинг (на английски: Sullivan King), е американски диджей, китарист, певец и продуцент ,роден в Лос Анджелис, Калифорния. Известен е най-вече с това, че комбинира рок музиката с дъбстеп.

## Ранни години
Кийтън е израстнал в Ла Канада Флинтридж, Калифорния и е бил обучаван у дома. Когато е на 11 години, получава първата си китара и година по-късно баща му го запознава с рок групата Ван Хален. Той бил вдъхновен от това да стане музикант. През 2012 г., след като навлиза в EDM музиката, той намира начин да смеси електронна музика, конкретно дъбстеп, заедно с хевиметъл, за да създаде уникален тежък бас. Когато навършва 18 години, Кийтън усъвършенства музикалния си занаят, докато посещава музикалната продуктивна школа ICON Collective. Някои от ранните му влияния са Скрилекс и Лимп Бизкит. Първоначално той открива любовта си към музиката в ранните си тийнейджърски години. След като открива музиката на Ван Хален, чрез баща си, Кийтън се гмурка дълбоко в заешката дупка на музиката, свързана с китара. Скоро той открил прогресив рок  и скриймо от своя брат - първоначално се натъкнал на групи като From First to Last, Chiodos and Atreyu и след това открива метълкор групи като Escape the Fate, Bullet for My Valentine и Avenged Sevenfold. Като цяло тези артисти са поставили основата на развиващата му се мания по хевиметъл.

## Дискография

### Албуми
Show Some Teeth (2019) 

Loud (2021)

### Сингли
Kill It With Fire (2014) 

Terminus / 112 Ounces of Pudding (2014) 

Toro! (2015) 

Psycho (2015) 

Till We Die (2015)

F*ck It (2016)

Lockdown (2017)

Vantablack (2017)

Welcome to the Fire (2017)

Pit Boss (2018)

Welcome to the Fire Remixes (2018)

Madness (2018)

Dropkick (2018)

Welcome to the Fire (Smooth Remix) (2018)

Step Back (2018)

I'll Fight Back (2018)

Go Down (2018)

Between the Lines (2019)

Crazy As You (2019)

Bad Times (2019)

Reckless / Breathless (2019)

Show Some Teeth (2019)

Don't Forget Me (2020)

Flatline (2020)

Someone Else (2020)

Dark Love (2020)

Unbound (2021)

Domination (2021)

Loud (2021)

### EP
- House of Wolves (2017)
- Vantablack (2017)
- Come One, Come All (2018)
- Come One, Come All Remixes (2018)
- The Demented EP (2019)
- To the Grave (2021)

### V/A Компилации
- Monstercat Uncaged Vol. 3 (2017)
- Monstercat Uncaged Vol. 5 (2018)
- Monstercat Uncaged Vol. 6 (2019)
- Monstercat Instinct Vol. 4 (2019)
- Lost Lands 2019 Compilation (2019)
- Monstercat Uncaged Vol. 9 (2020)
- Dusk: Vol. 1 (2020)
- Monstercat Uncaged Vol. 10 (2020)
- Monstercat - Best of 2020 (2020)